# Pua (animal)
Pua novaezealandiae es una especie de araña araneomorfa de la familia Micropholcommatidae. Es el único miembro del género monotípico Pua. Es originaria de Nueva Zelanda en isla Sur e isla Norte.